# FROM JAPAN
株式会社FROM JAPAN（ふろむじゃぱん、英: FROM JAPAN LIMITED）は、
全世界の顧客を対象に、日本国内・米国国内大手のオークションサイトやECサイトで出品・販売している商品の落札・購入代行及び配送代行を行う越境ECサービスサイトを運営している日本の企業。

## 概要
2004年にオークションの落札代行より事業を開始、翌2005年に大手通販サイトの購入代行サービスを加え現在に至る。
日本の製品やオークション出品物に興味を持つ外国人による国外からの購入を妨げる「日本語が読めない」「サイトが海外配送に対応していない」といった問題をワンストップで解決する平易なソリューションサービスとして事業拡大している。
日本の越境EC代行サービス会社としては最も古い歴史を持つ企業の一つであり、196の国・地域にもわたる登録会員の居住地の世界カバー率は国内随一を誇る。
サービスサイトは、英語、中国語（繁体字、簡体字）、日本語、フランス語、スペイン語、イタリア語、タイ語、インドネシア語、韓国語に対応している。

また、海外からのアクセスが多いことから海外の販路拡大を目指す日本国内のEC事業者向けに、海外販売支援サービス「バナーを貼るだけで海外販売」を提供し、中小にわたる全国のEC事業者の活性化にも寄与している。
2022年よりサービス名を「One Map by FROM JAPAN」に変更し、米国ECサイトの商品の取り扱いを開始。

## 沿革
- 2004年
  - 3月 - 東京都江東区白河にて株式会社FROM JAPAN設立
  - 8月 - Yahoo! Japan Auctionの落札代行サービスを開始
- 2005年10月 - 日本国内ショッピングサイトの購買代行サービスを開始
- 2006年 - Yahoo! 香港　と事業提携
- 2011年
  - 6月 - 本社を東京都江東区青海2-7-4に移転
  - 9月 - 国内EC事業者向けに海外販売支援サービス「バナーを貼るだけで海外販売」を開始
- 2012年
  - 10月 - 本社を東京都千代田区平河町1-4-14に移転
  - 楽天株式会社　と販売提携　楽天商品のプライスOFFキャンペーンを開始
- 2014年9月 - 本社を東京都千代田区平河町1-1-1に移転
- 2015年
  - 8月 - 本社を東京都千代田区紀尾井町3-12に移転
  - 10月 - サービスサイトをモバイル対応とする大規模リニューアルを実施[4]
- 2016年
  - 11月 - 本社を東京都中央区新川2-1-5に移転
- 2022年
  - 11月 - サービスサイト名を「One Map by FROM JAPAN」に変更[5]
  - 米国ECサイトの購入代行サービスを開始
- 2023年
  - 2月 - 株式会社メルカリと正式連携。「メルカリ」に出品された商品の購買代行サービスを開始
- 2024年
  - 1月 - 株式会社メルカリのグループ会社であるMercari, Inc.（US）が運営する「メルカリUS」と公式連携。「メルカリUS」に出品された商品の購買代行サービスを開始